# Tweede expeditie naar Bali
De tweede expeditie naar Bali was een strafexpeditie van het Nederlands-Indische leger naar de vorstendommen Buleleng en Karangasem op het eiland Bali in 1848.

## Inleiding
Na de Eerste expeditie naar Bali in juni 1846 bleek dat van een overwinning geen sprake was; de conflictueuze situatie sluimerde voort. Het Nederlandse fort dat te Buleleng-haven was aangelegd na de eerste expeditie, en bemand met 200 militairen, kon weinig tot niets uitrichten. De vorst van Buleleng en zijn rijksbestuurder Gusti Ketut Djelantik hadden de bevolking in de omgeving verboden levensmiddelen aan het garnizoen te verkopen. Alles moest vanuit Java worden aangevoerd wat veel kosten en ongemak met zich meebracht. In de loop van 1847 bleek dat de vorsten van Buleleng en Karangasem weigerden de betalingen voor oorlogsschade, waartoe ze bij verdrag van juli 1846 verplicht waren, na te komen. Ook met het ontmantelen van hun verdedigingswerken in Djagaraga en het naar huis sturen van hun duizenden manschappen aldaar, werd geen begin gemaakt.
Integendeel, Buleleng begon vanuit Singapore wapens in te voeren als voorbereiding op een aanval. De Dewa Agung van Klungkung werd betrokken in het conflict omdat hij bij bevriende vorstendommen 6000 man troepen monsterde om Buleleng te steunen, zelf leverde hij 2000 man. Op drie gestrande schepen, één op de kust bij Buleleng en twee bij Klungkung werd in 1847 door de kustbewoners het eeuwenoude kliprecht toegepast: het zich toe-eigenen van lading en schip als een gift van de god van de zee. Het Nederlands-Indisch gouvernement trachtte deze praktijk juist tegen te gaan in contracten die het gouvernement met enkele Balinese vorstendommen had gesloten. Voor deze drie schepen eiste gouverneur-generaal Jan Jacob Rochussen tevergeefs schadevergoeding van de betreffende vorsten.
De nieuw ontstane crisis was eigenlijk een gevolg van de verkeerde inschatting door Rochussen van de ontwikkelingen na de eerste expeditie tegen Buleleng. Deze werd als een overwinning beschouwd, wat het niet was en Buleleng en Karangasem werden verplicht tot betaling van resp. fl. 225.000 en fl. 75.000 oorlogsschade, wat deze onmogelijk op konden brengen. Dit was ook de mening van de liberale Nederlandse parlementariër Wolter Robert van Hoëvell, die in 1847 een reis over Bali maakte. Ook was het garnizoen in Buleleng een doorn in het oog van het volk. De gouverneur voelde zich genoodzaakt om te reageren op de houding van de vorsten van Buleleng, Karangasem en Klungkung omdat het anders afgelopen zou zijn met het prestige van de Nederlands-Indische regering in heel Nederlands-Indië. In maart 1848 werd een nieuwe expeditie uitgerust.

## De expeditie

### Samenstelling van de expeditie
Als opperbevelhebber der tweede expeditie was generaal-majoor jonkheer Carel van der Wijck benoemd, tot regeringscommissaris was luitenant-kolonel A.H. van der Kock aangesteld, terwijl overste Jan van Swieten benoemd werd tot chef van de staf. Deze nam daarmee de politieke taken op zich die in 1846 in handen waren van J.F.T. Mayor. Deze was inmiddels overleden.
Bewust van de kracht van zijn tegenstander stelde Rochussen een sterker expeditieleger samen bestaande uit 2265 man van het Nederlands-Indische leger, aangevuld met 500 man hulptroepen van drie sultans van het eiland Madura, en 500 koelies. De vloot bestond uit 9 oorlogsschepen met 72 kanonnen en 740 bemanningsleden.

### Krijgsverrichtingen
Aan de genoemde drie vorsten werd vooraf nog een ultimatum gesteld wat vrijwel geen antwoorden opleverde.
De operaties begonnen op 8 juni 1848 met beschietingen vanaf de oorlogsschepen op de kustplaats Sangsit, waarna troepen aan land gingen. Op 9 juni ging het richting de versterkingen van Djagaraga. Hier bevond zich Djelantik met 25 kanonnen en 16.000 man, waarvan 1500 met geweren, de anderen met lansen en speren.
Toen de Nederlandse troepen in de ochtend het dorp Djagaraga naderden werden ze vanuit twee fortificaties beschoten. Door de sterke verdediging gelukte het niet deze forten in te nemen. De gevechten nabij Djagaraga duurden een groot deel van de dag. Een tempelcomplex vanwaaruit de Nederlandse troepen werden beschoten, werd slechts tijdelijk op de Balinezen veroverd. Geleidelijk werden de Nederlandse troepen verzwakt door gebrek aan munitie, de doden die waren gevallen en de warmte. Aanvallen door grote groepen Balinezen, slechts met lansen bewapend maar numeriek in de meerderheid, deed Van der Wijck besluiten de terugtocht te gelasten. Omdat ze slechts korte tijd werden achtervolgd konden de meesten het strand bij Sangsit en de troepentransportschepen bereiken.
Bij deze slag waarbij de Nederlandse troepen het onderspit hadden gedolven waren aan beide zijden veel doden en gewonden gevallen. Luitenant-kolonel Van Swieten noemt in zijn verslag aan Nederlandse kant 131 doden en 98 gewonden, deels ook door de hitte. Van vorst Kesiman in Badung vernam hij van 2.000 doden en gewonden onder de Balinezen.
Twee officieren werden de 10e juni naar Batavia gestuurd om verslag te doen gepaard met een verzoek om 2 bataljons versterking en 1.000 dragers. Na 9 dagen waren ze terug met bericht dat het verzoek niet werd gehonoreerd. De gouverneur-generaal durfde geen versterking te sturen in verband met politieke onrust (revolutie) in Europa die naar de kolonie zou kunnen overslaan. Hij gaf er de voorkeur aan de koloniale macht in Java op volle sterkte te houden. Hierna besloot generaal-majoor Van der Wijck met zijn staf dat voortzetting van de actie niet mogelijk was en op 20 juni 1848 vertrokken alle schepen naar Batavia.
Een naar die tijd modern en goed bewapend beroepsleger was verslagen door een volksleger bestaande uit boeren zonder ervaring in oorlogvoering, voornamelijk bewapend met krissen en lansen. In een bijlage van de Nederlandsche Staatscourant van 9 november 1849 werd in een verslag van deze militaire expeditie de nederlaag erkend.

## Resultaat
De tweede expeditie naar Bali was mislukt. Generaal-majoor Van der Wijck had na afloop zijn ontslag gevraagd en was met pensioen naar Nederland teruggekeerd. Rochussen was ervan overtuigd dat op korte termijn het prestige van het Nederlands-Indisch gouvernement moest worden teruggewonnen. Anders konden de politieke gevolgen erg nadelig zijn, niet alleen op Bali maar ook in andere delen van de archipel waar het opzienbarende bericht van de afloop de ronde deed via handelaren die met hun prauwen de kusten langsgingen. Beducht voor gezichtsverlies en de reputatie van Nederland die op het spel stond was het vanzelfsprekend dat er zonder aarzelen tot een derde militaire expeditie werd besloten. Die zou uiteindelijk leiden tot de Vrede van Kuta.